# Médiation scolaire
 (mars 2016).
Si vous disposez d'ouvrages ou d'articles de référence ou si vous connaissez des sites web de qualité traitant du thème abordé ici, merci de compléter l'article en donnant les références utiles à sa vérifiabilité et en les liant à la section « Notes et références ».
La médiation scolaire a pour objet d'inciter les élèves à résoudre leurs conflits par le dialogue assisté d'un parent (ou d'un pair) plutôt que par la violence. Les élèves médiateurs sont des élèves qui se sont portés volontaires pour cette mission. Ils sont formés au préalable et agissent toujours à deux par la suite. Ce groupe agit lors des interclasses et est indépendants des délégués. Les élèves médiateurs interviennent à la demande des élèves en situations de conflits ou de l'équipe éducative. 
Il existe aussi certains programmes, tels que « Passerelles » au Québec, qui vise à implanter, au sein de chaque école, une unité de médiation bénévole qui a la possibilité d'agir sur les conflits impliquant l'ensemble des acteurs du milieu scolaire (élèves, enseignants, personnel de soutien, parents et administrateur).     

## Le consensus en milieu scolaire
Parmi les méthodes de médiation scolaire, on retrouve le consensus. Le consensus « est une méthode qui, à base de communication et d’affirmation des différentes parties, vise à trouver une solution qui soit bonne pour tout le monde ; il ne s’agit pas exactement de l’unanimité, en ce sens que l’on n’attend pas l’accord de tous et toutes- ce qui pourrait bloquer des situations- mais on se met d’accord sur un minimum commun. » Bayada, B. Bisot, A-C. Coulon, P. Ranson, I. (1988) Pour une éducation non violente, Enjeux pédagogiques et sociaux. Montargis : Non-Violence actualité.[réf. nécessaire] Plus simplement, le consensus est un compromis. 
Il représente une alternative au vote, au sein du milieu scolaire, donnant  ainsi de la légitimité à la majorité mais délaissant une minorité d’élèves. Il permet cependant à cette minorité de s’exprimer et d’être entendu, car les valeurs du consensus sont la communication ; le respect et l’écoute, au service d’un accord profitant à toutes les parties.
Cette capacité de parvenir à un accord satisfaisant tous les élèves est l’avantage du consensus par rapport au vote. En étant « forcé » de communiquer entre eux et de trouver un terrain d’entente, les élèves s’inscrivent peu à peu dans une dynamique de groupe, groupe dont la cohésion se verra renforcer à chaque prise de décisions nouvelles. 
Aujourd’hui, le consensus est encore peu utilisé en pédagogie. Cela s’explique par plusieurs raisons telles que la difficulté de le mettre en pratique dans des classes aux effectifs de plus en plus élevés ; les programmes, de plus en plus chargés, ne laissent pas de place à ce long processus ;  les conditions nécessaires à son bon déroulement ne sont pas toujours réunies.